# GSC3168-1276
GSC3168-1276 — хімічно пекулярна зоря спектрального класу A5, що має видиму зоряну величину в смузі V приблизно  9,5.